# Trittico di Cortona
Il Trittico di Cortona è un dipinto di Beato Angelico, tempera su tavola (218x240 cm), databile al 1436-1437 e conservato nel Museo Diocesano di Cortona.

## Storia
L'opera venne eseguita per la chiesa di San Domenico a Cortona, tenuta dai domenicani dei quali faceva parte lo stesso Angelico. Venne commissionata dal mercante ser Giovanni di Tommaso Cechi, e fu dipinta probabilmente appena prima del Polittico di Perugia (1437), sempre per una chiesa di San Domenico e con molti elementi in comune. Il trittico venne dipinto a Fiesole, nel convento dell'artista e poi spedito a destinazione. La maggiore ricchezza rispetto alle pale dipinte per Fiesole si spiega con il fatto che il committente non aveva professato il voto di povertà evangelica, come invece nel cenobio fiesolano.
Il dipinto subì un processo di trasferimento su nuove tavole lignee nel 1945, in occasione del quale si scoprì il disegno sottostante, che era frutto della sola mano del maestro, con una particolar tecnica con tracce in terra verde sulla vernice della prima mano, dove sono già indicati con grande precisione anche i dettagli minuti quali lineamenti, capelli, palpebre, labbra e narici.
Durante la pittura vera e propria l'Angelico sacrificò una parte della delicatezza del disegno iniziale, per amplificare la solidità delle figure e la prospettiva.

## Descrizione e stile

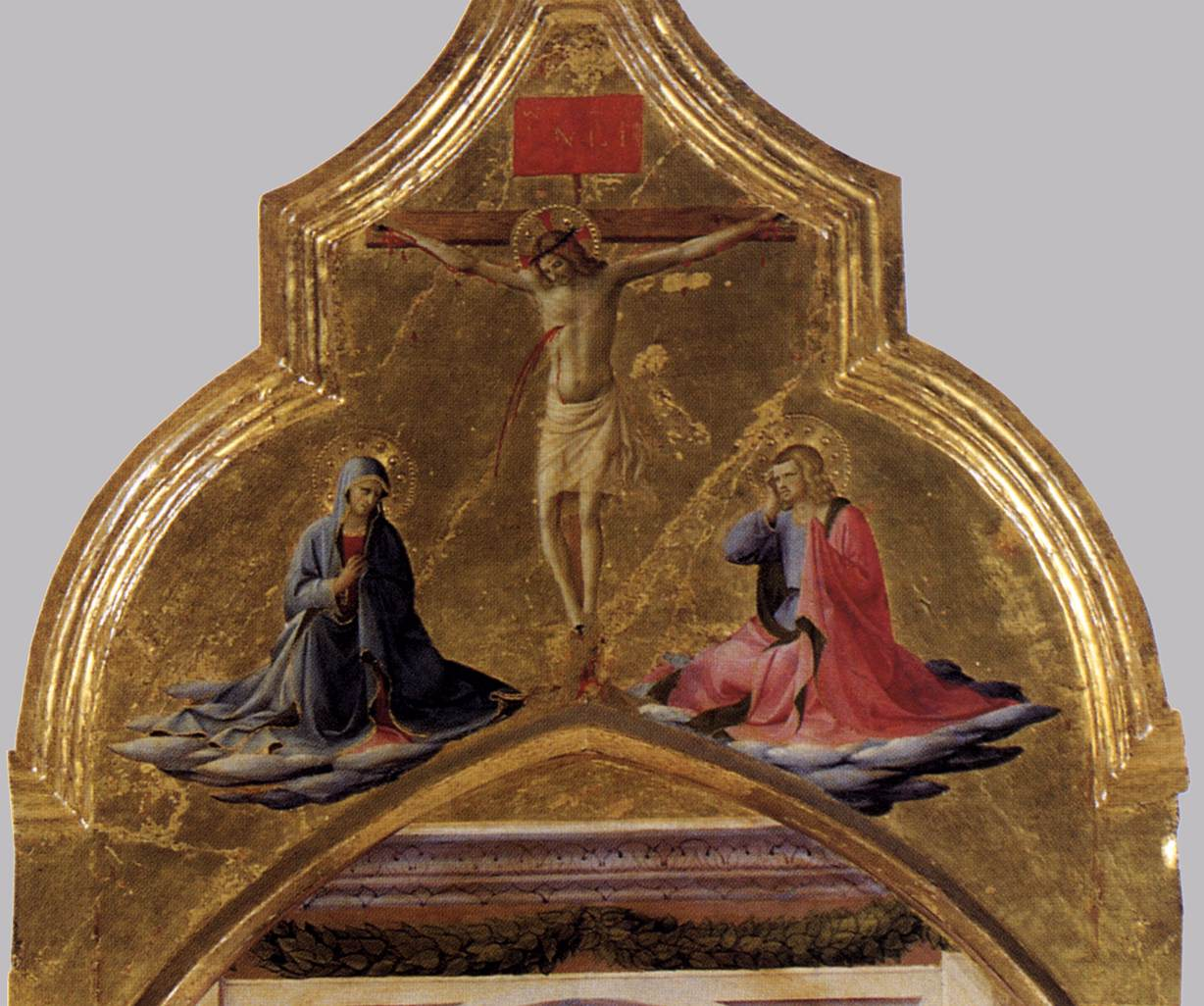
Crocefissione

Il polittico ha una forma tradizionale, con una serie di scomparti con la punta gotica e il fondo oro. Il pannello centrale mostra la Madonna col Bambino in trono (una Maestà) attorniata da angeli, mentre i due pannelli laterali simulano due scomparti ciascuno, per un totale di quattro santi laterali incorniciati da cuspidi.
La Madonna col Bambino, una Maestà, siede su un ampio trono costruito saldamente in prospettiva e su un gradino davanti al quale si trovano vasi con rose bianche (simbolo della purezza della Vergine) e rosse (preannunciazione della Passione di Cristo). La copertura è sorretta da colonnine tortili ed ha la forma di nicchia a conchiglia, un elemento che ebbe poi grande fortuna soprattutto attraverso l'opera di Filippo Lippi. Notevole è la somiglianza col pannello centrale della Pala di Perugia (ritenuta di solito opera di poco posteriore), soprattutto nella Vergine, nell'arco del trono e nella disposizione degli angeli.
I santi sono (da sinistra a destra) san Matteo, san Giovanni Battista, san Giovanni Evangelista  e Maria Maddalena, dipinte con un'attenzione ai giochi lineari nei panneggi che richiamano le opere di Lorenzo Ghiberti, come in altri dipinti del periodo quale il Tabernacolo dei Linaioli (1433-1435), rispetto al quale però il Trittico di Cortona non raggiunge la vertiginosa monumentalità. La scelta dei santi era legata al nome del committente (Giovanni), di suo figlio (Matteo) e della moglie (Maria Maddalena). I nomi dei santi sono scritti a grandi lettere sotto le figure, mentre sotto la Madonna è riportata l'implorazione da un inno dell'Ufficio della Beata Vergine: "Maria Mater Gratiae, Mater Misericordiae, Tu nos ab oste protege."
In alto, nelle cimase, si trovano due tondi con Angelo annunciante e Vergine annunciata, mentre al centro è dipinta la Crocefissione.

## Predella
La predella riporta le Storie di san Domenico (già dipinte nella predella dell'Incoronazione della Vergine del Louvre), intervallate da figure di santi a tutta immagine entro nicchie. Le scene sono dipinte piuttosto frettolosamente e sono per questo attribuite alla bottega. Rappresentano:
- San Pietro Martire
- Sogno di Innocenzo III, Incontro tra san Domenico e san Francesco d'Assisi e Visione dei santi Pietro e Paolo
- San Michele Arcangelo
- Resurrezione di Napoleone Orsini caduto da cavallo e Miracolo del libro salvato dalle fiamme
- San Vincenzo martire
- San Domenico e i frati serviti alla mensa dagli angeli e Morte di san Domenico
- San Tommaso d'Aquino

Predella del Trittico di Cortona